# Rinaldo da Siena

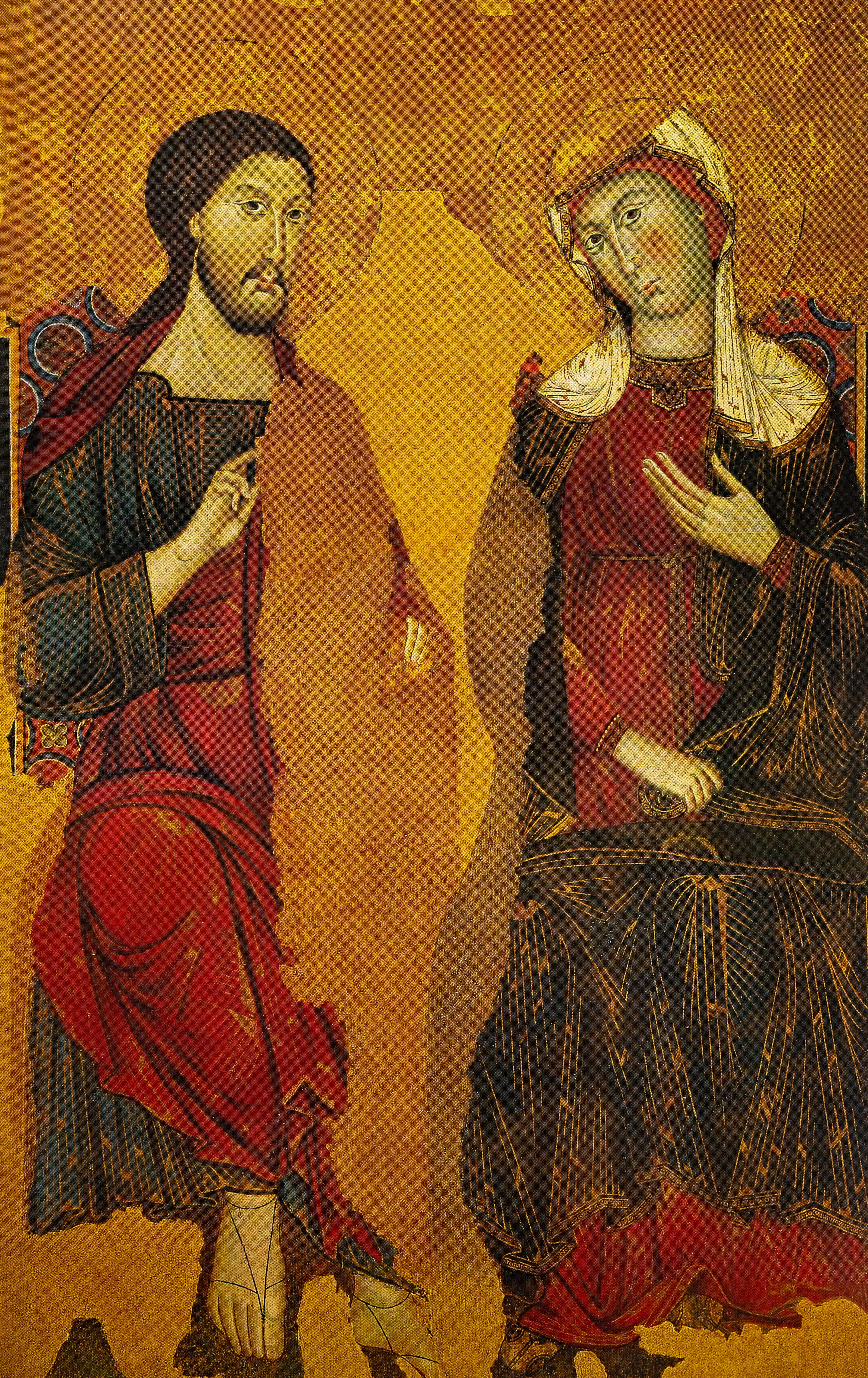
Rinaldo da Siena, Maria e Cristo in trono, Siena, Chiesa del convento delle clarisse, ca. 1270-80, sato attuale

Rinaldo da Siena (... – XIII secolo) è stato un pittore e miniatore italiano, attivo a Siena tra il 1260 e il 1281 circa. È identificato oggi con il Maestro delle Clarisse.

## Notizie biografiche
Le scarse notizie biografiche riguardano essenzialmente una tavoletta di biccherna documentata nel luglio/dicembre 1278 (pagata a un certo "Rinaldo"), sulla base della quale Luciano Bellosi, nel 1991, ricostruì una personalità pre-duccesca, basandosi su un'intuizione di Boskovits (1985) e identificandolo con quello che Garrison (1949) e Stubblebine (1964) avevano indicato come "Maestro delle Clarisse", legato cioè alla tavola con Cristo e la Vergine in trono dal convento delle Clarisse a Siena.
Un Ranaldus pittor de Senis è documentato poi nel 1274 quando il Comune di San Gimignano pagò a lui un affresco già sulla parete esterna della pieve cittadina, di carattere infamante (forse la prima rappresentazione del genere documentata in Toscana): l'Assassinio di Schiavo Paltone per mano del fratello Nanza.
Altri pagamenti a Rinaldo sono documentati nel 1277, 1278 e 1281 da parte del Comune di Siena dei Quindici, per la pittura di copertine di biccherne, targhe e piccoli scudi, di cui resta solo, come accennato, la tavoletta con Don Bartolomeo Alessi monaco di San Galgano.

## Stile
Lo stile di Rinaldo si colloca in una fase ancora pienamente bizantina, aperta alle novità del fiorentino Coppo di Marcovaldo e capace di ricevere influenze filtrate da Cimabue. Nella tavoletta di biccherna a noi nota, si rileva un segno sottile e addolcito, con una tavolozza ampliata da colori tenui e delicati rispetto alle tonalità primarie dei pittori bizantini. Le sue figure appaiono allungate, con un tipico cranio leggermente oblungo (soprattutto femminile), baffetti ad ali di rondine, mento carnoso, mascella larga nei volti maschili e aspetto fanciullesco, occhi cascanti.

## Opere

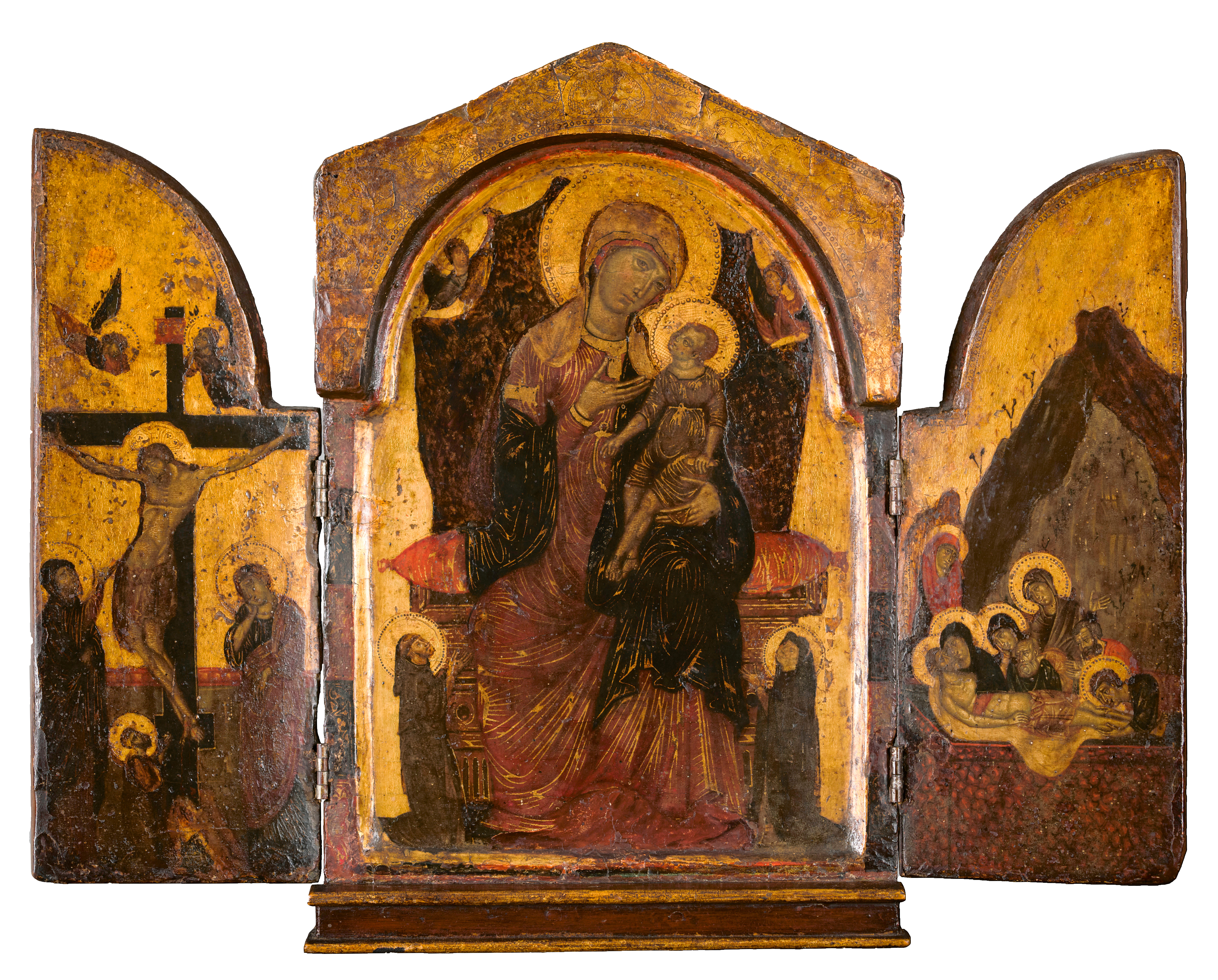
Rinaldo da Siena, Madonna col Bambino in trono, con santi e scene della vita di Cristo. Ca. 1275-85.

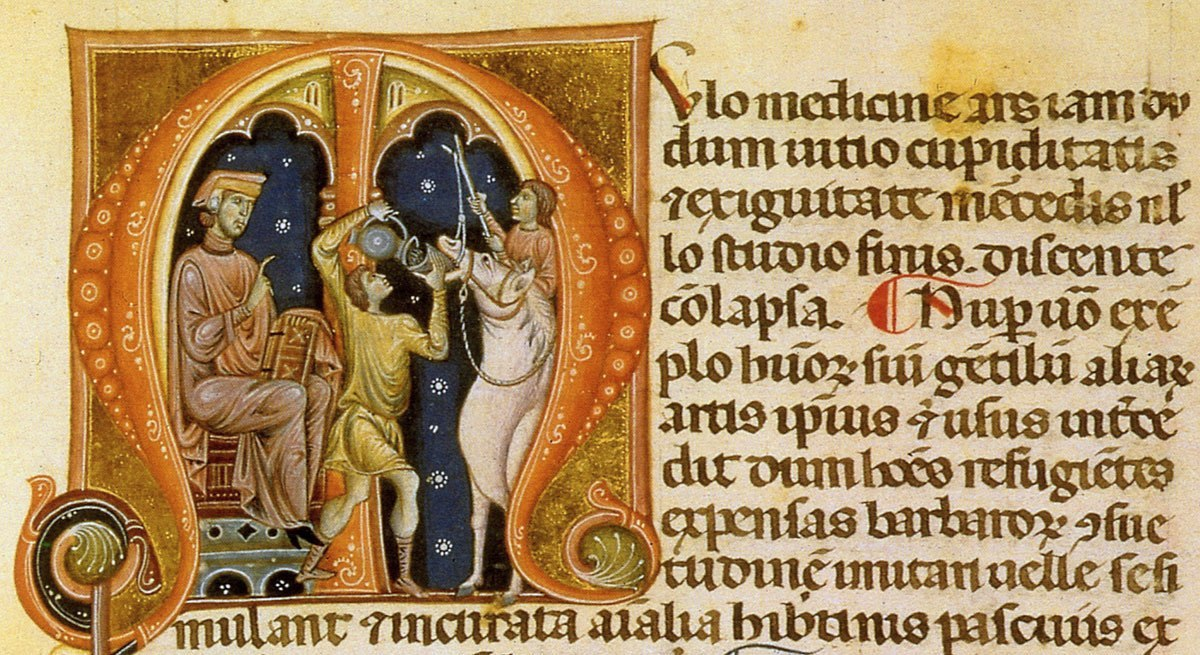
Un'iniziale istoriata dalla Mulomedicina della Biblioteca Medicea Laurenziana

- Trittico della Madonna col Bambino, crocifissione e deposizione, tempera e oro su tavola, 1265 circa, Cracovia, Museo nazionale
- Madonna col Bambino e crocifissione, 1265-1268 circa, tempera e oro su tavola, 31,4x19,5 cm, Londra, National Gallery
- Dossale, 1265-1270 circa, tempera e oro su tavola, Memphis, Brooks Museum of Art
- Cristo e la Vergine in trono, 1270 circa, tempera e oro su tavola, 97x59 cm, Siena, Museo diocesano
- Miniature della Mulomedicina di Vegezio, 1275 circa, Firenze, Biblioteca Medicea Laurenziana
- Tavoletta di biccherna di don Bartolomeo Alessi monaco di San Galgano, gennaio/giugno 1276, Siena, Archivio di Stato (n. 6)
- Crocifisso, 1276-1280 circa, tempera e oro su tavola, San Gimignano, Museo civico, dal convento di San Girolamo
- Tavoletta di biccherna di don Bartolomeo de Alexis di San Galgano, luglio/dicembre 1278, tempera su tavola, Berlino, Gemäldegalerie
- Crocifisso, 1278 circa, tempera e oro su tavola, Volterra, Museo d'arte sacra
- Deposizione dalla croce, 1280 circa, affresco, Siena, cripta del Duomo
- Miniature del Livre du Gouvernement des princes, ante 1285, Parigi, Biblioteca nazionale di Francia
- Iniziale G con san Francesco che riceve le stimmate, 1285 circa, Los Angeles, Getty Museum
- Iniziale I con sant'Antonio da Padova, 1285 circa, Milano, collezione privata